# Seacroft
Seacroft è un sobborgo nella parte orientale della città di Leeds, West Yorkshire, Inghilterra. L'area ha 14 246 abitanti.

## Storia

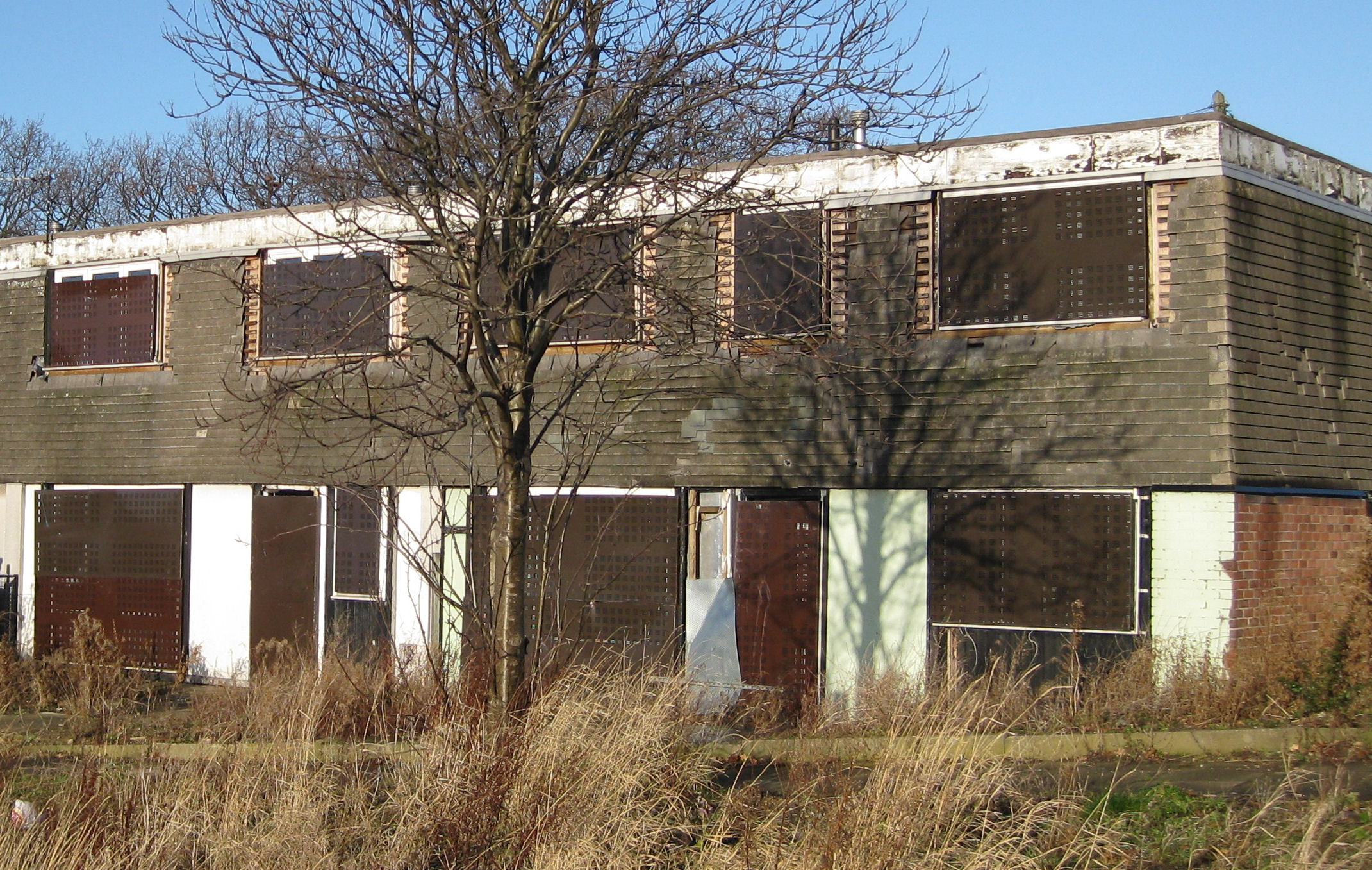
Case abbandonate

Originariamente un piccolo villaggio, molte case temporanee sono state costruite a Seacroft poco dopo la Seconda guerra mondiale. Queste sono state sostituite nel 1950-1960 con case permanenti. Molte delle case nella zona erano situate in prefabbricati o blocchi torre.